# 村上定義
村上 定義（むらかみ さだよし）は、日本の原子力工学者。京都大学大学院工学研究科原子核工学専攻核エネルギー工学講座教授。プラズマ・核融合学会賞受賞。

## 人物・経歴
兵庫県淡路島出身。1992年広島大学大学院修了、博士（理学）。核融合科学研究所大型ヘリカル研究部助手、京都大学大学院工学研究科助教授、京都大学大学院工学研究科教授を経て、2017年京都大学大学院工学研究科原子核工学専攻長、京都大学大学院工学研究科附属情報センター運営委員会委員長。2020年京都大学情報環境機構副機構長、京都大学大学院工学研究科附属情報センターセンター長。磁場閉じ込め方式核融合炉研究専攻。

## 受賞
- 2000年 核融合エネルギー連合講演会優秀発表賞[6]
- 2001年 プラズマ・核融合学会賞（技術進歩賞）[6]